# Puerto Hormiga

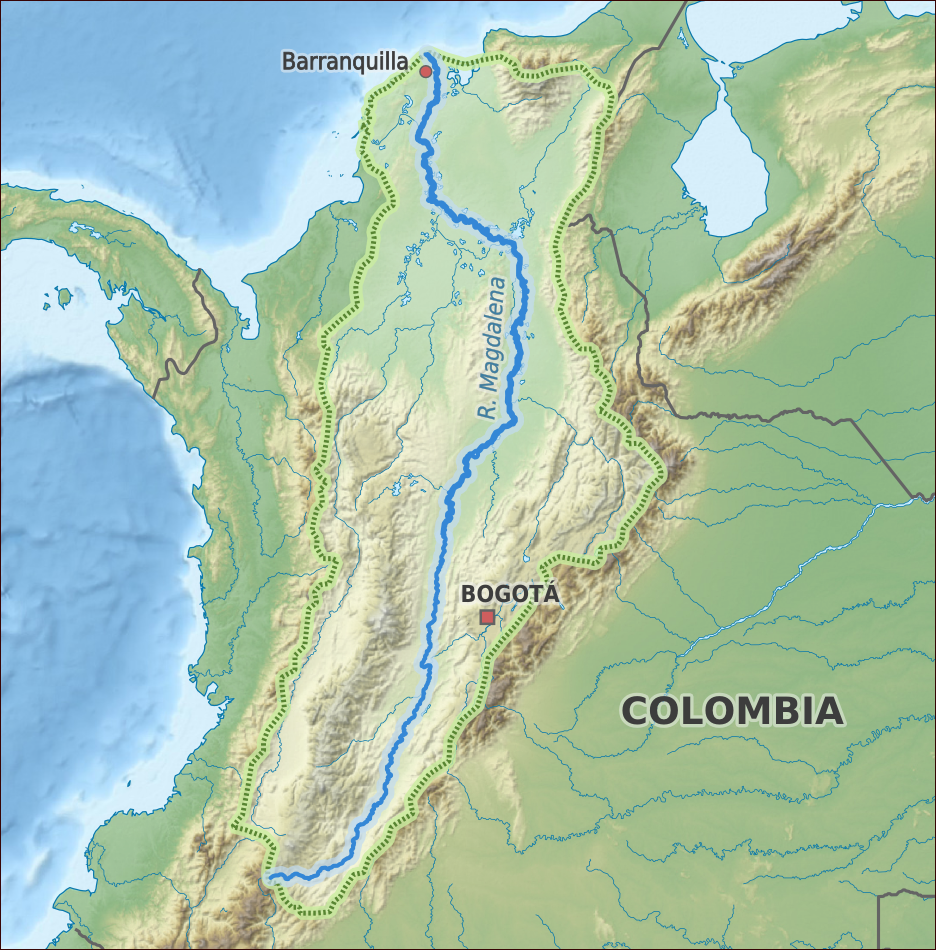
Cours du río Magdalena (Colombie)

Puerto Hormiga est un site préhistorique situé dans le département de Bolívar, en Colombie. Il se trouve dans la basse vallée du río Magdalena, près de la côte des Caraïbes, à environ 40 km au sud de Carthagène. Il est daté de 3800 à 3100 av. J.-C.

## Néolithisation
Le site de Puerto Hormiga a livré les traces d'une société semi-sédentaire en voie de néolithisation, qui pratiquait encore la chasse et la collecte de coquillages. Celle-ci est mise en évidence par la présence d'un grand amas coquillier. Les vestiges de poterie et les outils lithiques trouvés sur le site semblent montrer la mise en œuvre d'un début d'horticulture et d'agriculture.

## Amas coquillier
Un amas de coquillages de forme ovoïde daté de la fin de la période archaïque des Amériques, composé de palourdes disposées en cercle dans un marais, mesure de 72 à 85 m de diamètre extérieur sur une hauteur d'environ 1,2 m. La base du monticule mesure entre 16 et 23 m de large, entourant un clair espace intérieur.

## Céramique
L'amas coquillier contenait de nombreux outils lithiques, ainsi que des tessons de poteries trempées au sable ou aux fibres de plantes, dont les plus anciens ont été datés de 3794 av. J.-C. La poterie trempée aux fibres est brute, formée à partir d'un seul morceau d'argile. Des tessons de poteries faites de boudins d'argile trempés au sable ont également été trouvés,.